# Pinninghøj
Pinninghøj (på tysk Großsteingrab Philippstal) var en langdysse beliggende cirka 300 meter øst fra Filipsdal (Pinningsand) på vej til Gingtoft i Stenbjergkirke kommune i det østlige Angel (Sydslesvig). Pinninghøj var Angels største kæmpegrav. Den blev allerede i 1811 fredet, men er nu næsten ødelagt. Dyssen med tre kamre var 140 skridt (cirka 105 m) lang og 60 skridt (cirka 45 m) bred. En stenrække delte dyssen i to dele. Dyssen fra tragtbægerkulturen var orienteret nord-syd. 